# Чарли Квартерман
Чарлс Бакстер Квартерман (енгл. Charles Baxter Quarterman), познатији као Чарли Квартерман (енгл. Charlie Quarterman; 6. септембар 1998) британски је професионални бициклиста који тренутно вози за UCI про тур тим — Коратек—селе Италија.

## Каријера
Каријеру је почео 2017. године у луксембуршком тиму Леопард про сајклинг, са којим је 2019. освојио првенство Британије у вожњи на хронометар за возаче до 23 године. У другом дијелу 2019. прешао је у ворлд тур тим Трек—сегафредо као стажер до краја сезоне, а 2020. је потписао уговор са тимом.
Након двије сезоне током којих није остварио запажене резултате, Трек није продужио уговор са њим и прешао је у аматерски тим Филип Вагнер сајклинг за 2022. годину и исте сезоне је Тур де Норманди завршио на седмом мјесту и првенство Британије у вожњи на хронометар на петом мјесту. Године 2023. прешао је у Коратек—селе Италија тим и исте године је возио своју прву гранд тур трку — Ђиро д’Италију, гдје је спринт класификацију завршио на шестом и класификацију за бијег на десетом мјесту.

## Приватни живот
Учио је у школи Абингдон од 2010. до 2017. године, која се налази близу 
Ансија.